# الن بیشاپ

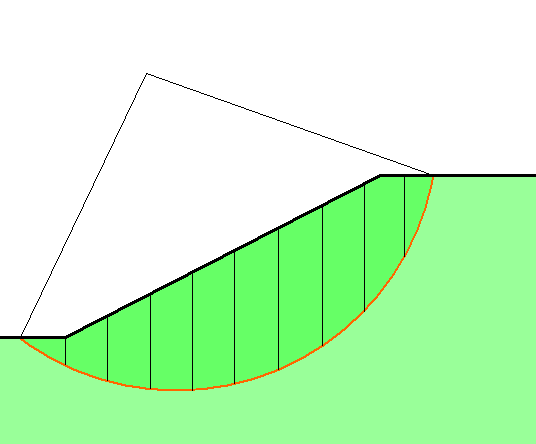
روش بیشاپ

پروفسور الن بیشاپ (۱۹۲۰-۱۹۸۸) با نام کامل الن ویلفرد بیشاپ (به انگلیسی: Alan Wilfred Bishop) یک مهندس مکانیک خاک و یک دانشگاهی در کالج سلطنتی لندن بود. او با روش بیشاپ که جهت تحلیل شیب‌های خاکی ارائه کرد، شناخته شده است. وی به‌طور وسیع در حوزه تجربی مکانیک خاک فعالیت کرد و در توسعه بسیاری از آزمایش‌ها مانند آزمایش سه‌محوری نقش داشت. 